# Goldbaumsteiger

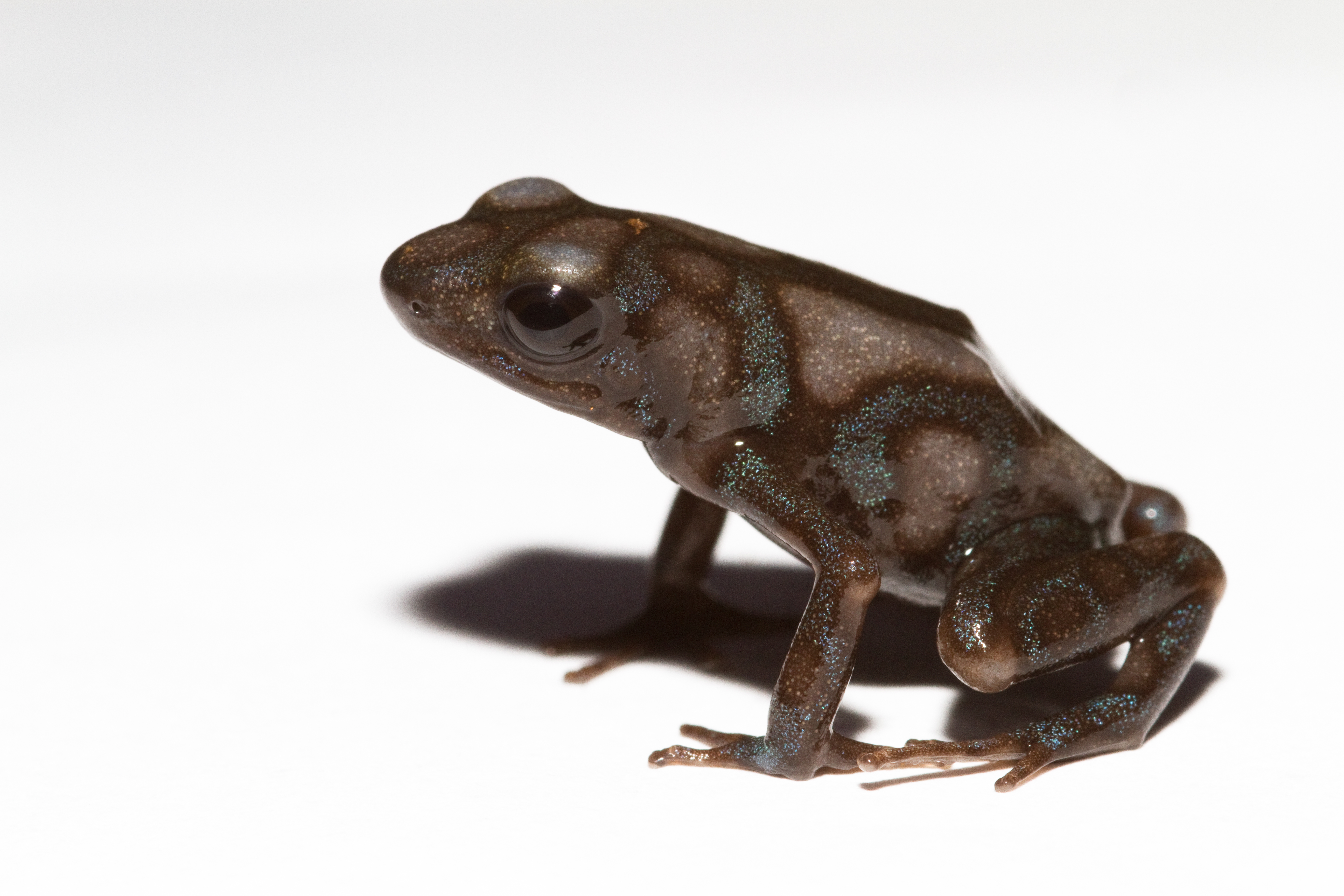
Goldbaumsteiger (Dendrobates auratus), braune Farbvariante

Der Goldbaumsteiger (Dendrobates auratus) ist ein Froschlurch aus der Familie der Baumsteigerfrösche (Dendrobatidae).

## Beschreibung
Die attraktiv gefärbten Goldbaumsteiger sondern Gifte über ihre Haut ab, über die sie jedoch nur in freier Natur verfügen. Durch das Fressen giftiger Ameisen verwandeln sie die Gifte der Insekten in ein giftiges Sekret, das dann durch die Haut abgesondert wird.
Der Frosch zeichnet sich wie viele seiner Verwandten durch eine sehr lebhafte Körperfärbung aus, die als Warntracht fungiert. Der Farbenreichtum geht von schwarz/grün, wobei es viele verschiedene Grüntöne und Abweichungen im Grün-/Schwarzanteil gibt (z. B. Costa Rica, Pazifikseite, mit überwiegendem Schwarzanteil und Karibikseite mit überwiegendem Grünanteil), golden/braun über blau/schwarz bis hin zu fast komplett gelben Tieren.

## Lebensweise

### Nahrung
Die Larven des Goldbaumsteigers ernähren sich in ihrem natürlichen Lebensraum je nach Entwicklungsstadium von Detritus, später von Insektenlarven, die sich in den temporären Gewässern entwickeln. Sie haben in diesen Phytotelmen die Funktion eines Spitzenprädators, obwohl sie auch zuweilen mit Libellenlarven um die Nahrung konkurrieren. In der Aufzucht im Aquaterrarium nehmen sie auch Zierfischtrockenfutter an.

### Fortpflanzung

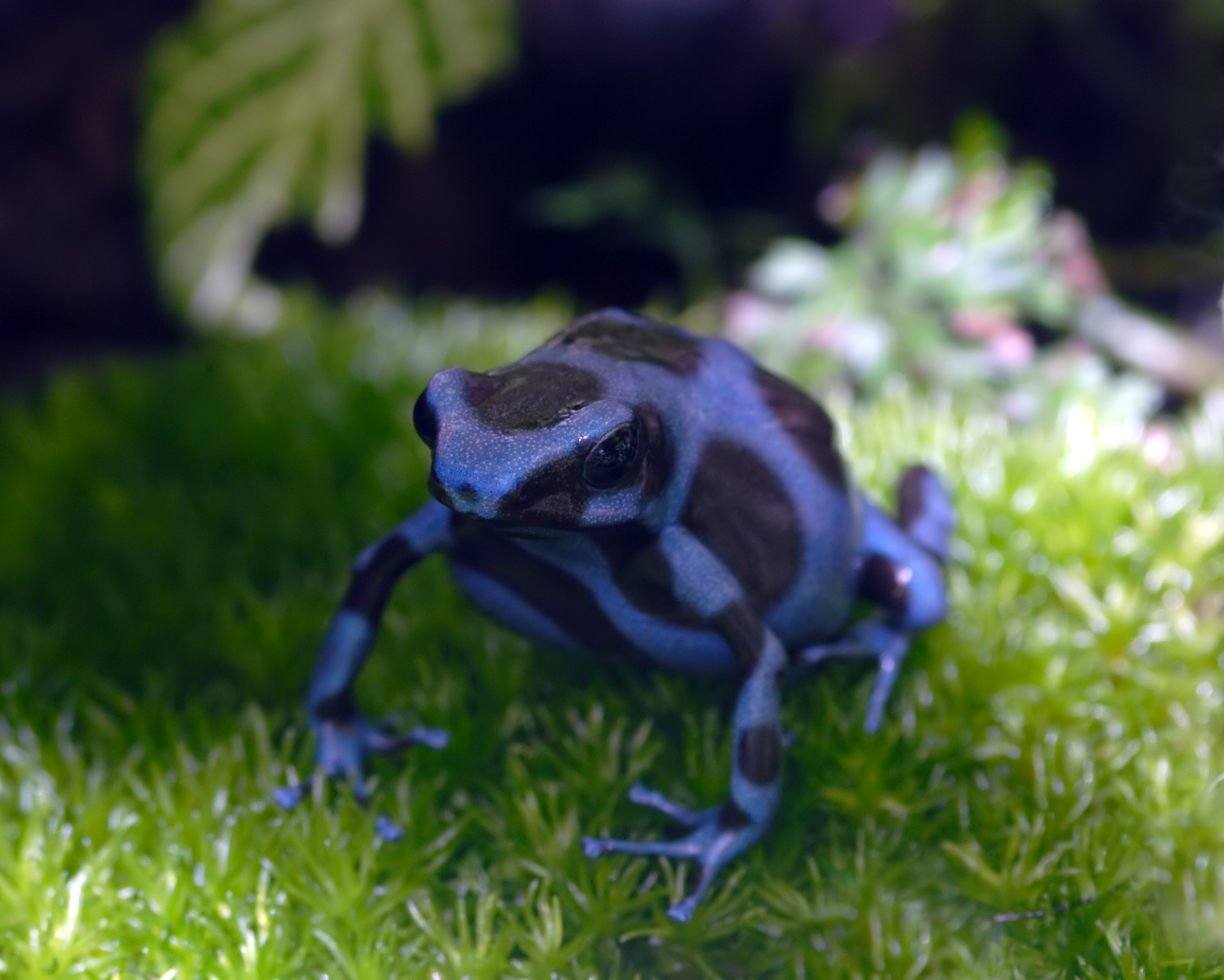
Goldbaumsteiger

Das Weibchen legt nur vier bis sechs Eier auf feuchte Blätter.
Goldbaumsteiger betreiben Brutpflege, indem das Männchen jeweils eine geschlüpfte Kaulquappe auf den Rücken nimmt und sie anschließend in wassergefüllten Blattachseln von Bromelien absetzt, die sich etwa zwei bis drei Meter über dem Erdboden befinden.
Zur Brutpflege gehört das Bewässern des Geleges sowie der Transport und das Absetzen der Quappen in Wasser. Aufgrund ihres Vorkommens in der Nähe von Bächen und Wasseransammlungen werden die Kaulquappen in kleine Wasseransammlungen transportiert. Hier dienen oft wassergefüllte Hohlräume z. B. in Ast-, Wurzelhöhlen oder Bromelientrichtern als Kinderstube. Das Männchen transportiert immer 1–3 Kaulquappen auf seinem Rücken. Danach endet die Brutpflege. Die Suche nach geeigneten temporären Gewässern, in denen der Nachwuchs für die gesamte Entwicklungszeit ausreichend Wasser und Nahrung vorfindet, und von Räubern unbehelligt bleibt, ist eine der großen Orientierungsleistungen dieser Frösche, die noch nicht ausreichend untersucht ist. Würden die Kaulquappen nicht voneinander getrennt, könnte es zu Kannibalismus kommen, bei dem die kräftigeren Larven die schwächeren fressen.

## Vorkommen

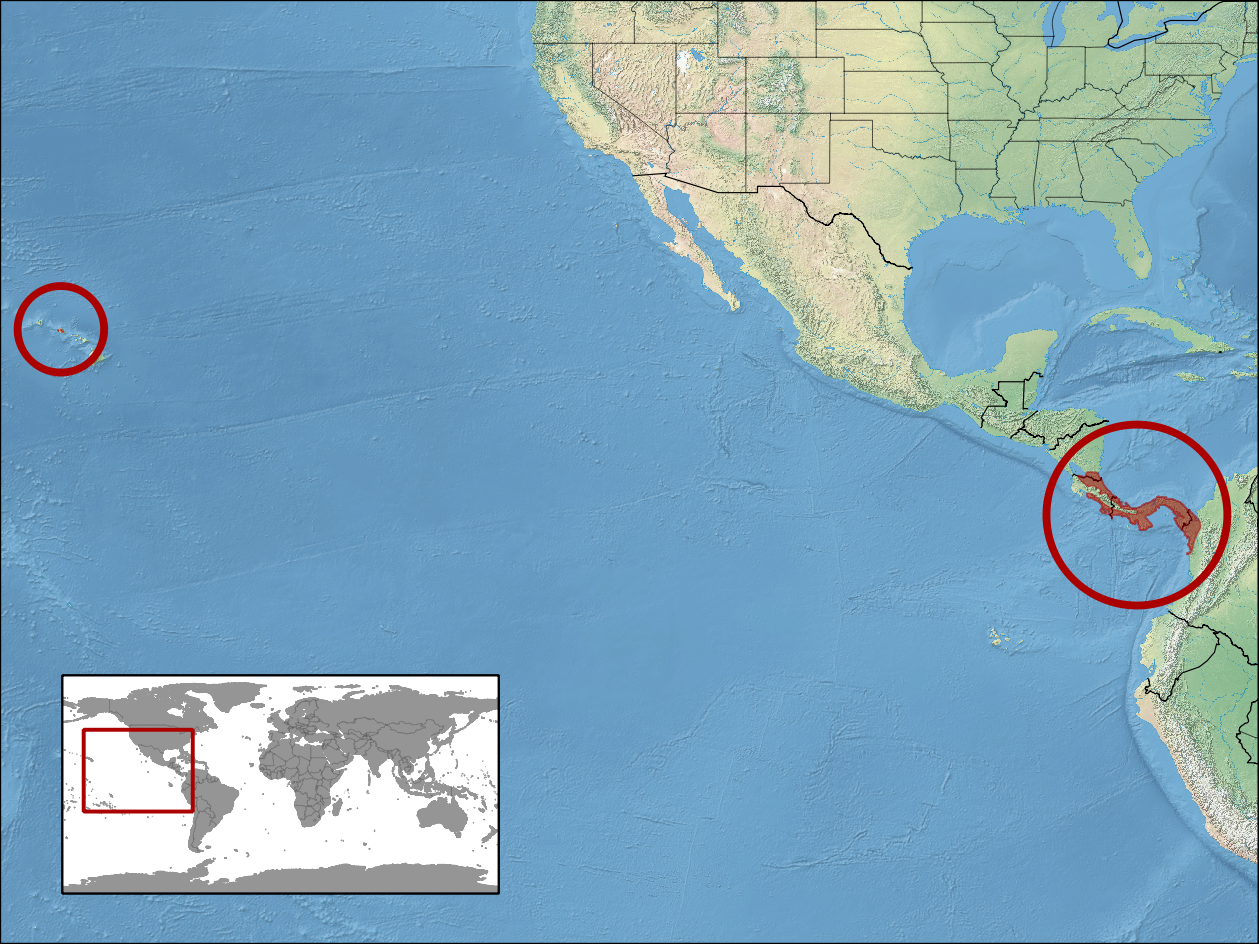
Verbreitungsgebiet nach IUCN

Die Art kommt im tropischen Lateinamerika vor, beispielsweise in Costa Rica, Panama und Kolumbien. Man findet sie in Höhenlagen bis zu 1000 m. Außerdem wurde sie in den frühen 1930er Jahren auf der Hawaii-Insel Oʻahu zur Mückenbekämpfung ausgewildert.

### Bestand
Die Größe der Bestände und deren Entwicklung sind zwar nur unzureichend bekannt, trotzdem wird der Goldbaumsteiger von der IUCN als ungefährdet angesehen.

## Systematik und Taxonomie
Die Art wurde 1855 von dem aus Mülhausen im Elsass stammenden, aber in den USA tätigen Zoologen Charles Frédéric Girard als Phyllobates auratus beschrieben worden. Nach etlichen Namenswechseln bekam sie 1941 von dem amerikanischen Herpetologen Emmett Reid Dunn ihren heute gültigen Namen.